# 潘慶林
潘 慶林（はん けいりん、1953年9月28日 - ）は、中国の政治家。天津市生まれ。

## 経歴
中国海軍勤務後、1985年に私費留学生として来日。この際に知り合った日本人女性と結婚。1989年帰国、北京市の釣魚台国賓館にオフィスを構え、日中のビジネスコンサルタントとして活動する。1991年には、シンガポールで開かれた「第一回世界華僑大会」に日本からの代表団の一員として参加、1993年に香港で開催された第二回大会にも参加し、その様子は“世界で活躍する有名人華僑4人の一人”としてNHKスペシャル「華僑パワーの挑戦」で紹介された。
1998年、天津市政治協商委員に選出。2003年3月、中国人民政治協商会議全国委員会委員に選出（経済界）、2008年3月より二期目を務める（華僑界）。全人代や政協では数少ない「留日派」と呼ばれる日本留学経験者。相手とストレートに向き合うことで既成の枠にとらわれない交流を展開、日本政府の閣僚や経団連幹部など、知己は幅広い。
そのビジネス経験から、フランスのエアバスのアジア初進出となる天津工場の誘致に成功するなど、中国国家開発区である「天津経済技術開発区」（TEDA）の発展にも大きく寄与、その功績が認められ、2009年11月にはTEDAを含む「天津濱海新区」の駐日総代表に就任した。
また、2009年3月3日、簡体字は中国の伝統文化の継承を妨げるとして、10年間で繁体字に段階的に戻すよう提案する等の活動もしている。

## 著作
- 「江沢民の政治」
- 「新たな指導者胡錦涛」

## 趣味
ピアノ演奏、アコーディオン演奏、映画鑑賞。

## 主な役職
1. 中国経済政策、産業促進研究・調査委員
2. 中国海外華僑事務調査委員
3. 中国環境問題改善対策委員
4. 日中政治家交流（特別提案）担当
5. 天津市濱海新区駐日総代表
6. 中国資源石油・エネルギー等国際対策推進担当
7. 中国国際人育成プロジェクト担当
8. アジア・世界青年交流担当
9. 中国民間外交、国際政策（特別提案）推進担当
10. 中国四川省臥龍パンダ・野生動物保護委員会会長
11. 中国国際慈善事業担当

## テレビの出演
- 「金曜スーパープライム・太田光のもう一度総理になりたい…秘書田中。」（2010年12月3日、日本テレビ）
- 「ビートたけし年末討論スペシャル・ビートたけしのガチバトル」 （2010年12月30日、TBS）